# AM-906
AM-906 je analgetik koji je kanabinoidni agonist sa konformaciono ograničenim bočnim lancom. On je potentan i relativno selektivan agonist CB1 kanabinoidnog receptora, sa Ki od 0,8 nM na CB1 i 9,5 nM na CB2.